# 尹桐阳
尹桐阳（1882年-1950年）字侯青，男，湖南常宁大坪乡人。中华民国大陆时期学者，主要研究领域为先秦诸子及“六书”。

## 生平
尹桐阳毕业于湖南优级师范学堂。民国初年，尹桐阳曾参加全国县长考试，名列第一，授湖北大冶县县长。后来曾任湖南大学讲师、光华大学教授。1920年代，他的《墨子新释》出版。国民政府教育部曾向其颁发“渊博宏通”奖状。1935年，尹桐阳在长沙创办了湖南六书讲习所，讲习六书。七七事变之后，日军频繁空袭长沙。尹桐阳遂回归故里，专心著述。

## 主要著作
- 尹桐阳，墨子新释，上海：商务印书馆
- 尹桐阳，管子新释
- 尹桐阳，论语质释
- 尹桐阳，小学定律